# Jacques Folch-Ribas
Pour les articles homonymes, voir Folch et Ribas.
Jacques Folch-Ribas, né le 4 novembre 1928, à Barcelone, en Catalogne, est un écrivain, architecte, critique littéraire et enseignant québécois.

## Biographie
Né en Espagne, il est journaliste à 20 ans, et protégé d'Albert Camus.  Albert Camus est en effet devenu son ami et lui demandait de lui parler le catalan, sa langue maternelle. Leur amitié, semble-t-il, reposait moins sur la littérature que sur une série de coïncidences car la mère de Camus, originaire des Baléares, parlait, elle aussi, le catalan. Ayant une formation d'architecte urbaniste, il est « stagiaire chez Le Corbusier et pratiqu[e] longtemps » son art comme citoyen français, avant d'arriver en 1956 au Québec. Membre du comité de direction de la revue d'arts visuels Vie des arts à partir de 1958, il est aussi membre du comité de direction de la revue Liberté dès 1961. En 1960, il devient l'un des onze membres fondateurs du RIN.
Il publie d'abord deux essais d'art sur le sculpteur Jordi Bonet et le peintre Jacques de Tonnancour.
En 1970 paraît La Horde des Zamé, son premier roman. Il obtient son premier succès critique et public en 1974 avec Une aurore boréale, lauréat du prix Québec-Paris. Après Le Valet de plume (1983), gagnant du prix Molson du roman, La Chair de pierre (1984), un roman historique situé en Nouvelle-France, attire l'attention du jury du prix Goncourt. Son chef-d'œuvre demeure toutefois Le Silence, ou Le Parfait Bonheur (1987) qui remporte le prix du Gouverneur général 1988.
Il devient membre de l'Académie des lettres du Québec en 1986 et est lauréat du Prix Ludger-Duvernay en 1990.
Il tient pendant de nombreuses années une chronique littéraire dans les pages du journal La Presse.
Il a également enseigné l'architecture, puis la littérature au cégep de Saint-Laurent.

## Œuvres
Le fonds d'archives de Jacques Folch-Ribas est conservé au centre d'archives de Montréal de Bibliothèque et Archives nationales du Québec.

### Romans
- La Horde des Zamé, tome I : Le Démolisseur, Paris, Éditions Robert Laffont, 1970, 225 p. (BNF 35111196)
- Le Greffon, Paris, Éditions Robert Laffont, 1971, 312 p. (BNF 35212721)
- Une aurore boréale, Paris, Éditions Robert Laffont, 1974, 233 p. (BNF 35214972)
- Le Valet de plume, Paris, Éditions Acropole, 1983, 246 p. (ISBN 978-2-7144-1493-9)
- La Chair de pierre, Paris, Éditions Robert Laffont, 1984, 233 p. (ISBN 978-2-221-06494-8)
- Dehors, les chiens, Paris, Éditions Acropole, 1986, 219 p. (ISBN 978-2-7357-0042-4)
- Le Silence, ou Le Parfait Bonheur, Paris, Éditions Robert Laffont, 1987, 165 p. (ISBN 978-2-221-05585-4)
- Première nocturne, Paris, Éditions Robert Laffont, 1991, 174 p. (ISBN 978-2-221-07222-6)
- Marie Blanc, Paris, Éditions Robert Laffont, 1993, 206 p. (ISBN 978-2-221-07919-5)
- Homme de plaisir, Paris, Éditions Robert Laffont, 1999, 124 p. (ISBN 978-2-221-08581-3)
- Des années, des mois, des jours, Paris, Éditions Stock, 2001, 234 p. (ISBN 978-2-234-05350-2)
- Les Pélicans de Géorgie, Montréal, (Québec), Canada, Éditions du Boréal, 2009, 150 p. (ISBN 978-2-7646-0632-2)
- Paco, Montréal, (Québec), Canada, Éditions du Boréal, 2011, 152 p. (ISBN 978-2-7646-2084-7)

### Autres publications
- Jordi Bonet : le signe et la terre, Montréal,  Éditions du Centre de psychologie et de pédagogie, 1964
- Jacques de Tonnancour: le signe et le temps, Montréal, Presses de l'Université du Québec, 1971
- Montréal : le Vieux-Montréal à pied, Montréal, CIDEM-Communications, 1984

## Honneurs
- 1974 - Prix Québec-Paris, Une aurore boréale
- 1983 - Prix Molson du roman, Le Valet de plume
- 1986 - Membre de l'Académie des lettres du Québec[5]
- 1988 - Prix du Gouverneur général, Le Silence, ou le Parfait Bonheur
- 1989 - Prix Jean-Hamelin, Le Silence, ou Le Parfait Bonheur
- 1990 - Prix Ludger-Duvernay